# Sutonocrea hoffmanni
Sutonocrea hoffmanni là một loài bướm đêm thuộc phân họ Arctiinae, họ Erebidae.